# Sjevernoirski sukob
Sjevernoirski sukob (irs. Na Trioblóidí; eng. The Troubles) bio je etničko-nacionalistički sukob u Sjevernoj Irskoj u drugoj polovini 20. stoljeća. Smatra se gerilskim i sukobom slabog intenziteta. Nasilje je počelo u kasnim 1960-im i smatra se da se završilo sporazumom iz Belfasta 1998. Iako se sukob odvijao u Sjevernoj Irskoj, došlo je do nasilja i u Irskoj, Engleskoj i kontinentalnoj Europi.
Sukob je primarno bio političke i nacionalističke naravi, podstaknut povijesnim dešavanjima. Također je imao etničku i religijsku dimenziju, iako nije bio religijski sukob. Ključni uzrok sukoba bio je ustavni status Sjeverne Irske. Unionisti i lojalisti, koji su uglavnom protestanti i smatraju se Britancima, zalažu se za ostanak Sjeverne Irske u Ujedinjenom Kraljevstvu. Irski nacionalisti i republikanci, koji su uglavnom Irci katolici, zalažu se za ujedinjenje Sjeverne Irske s Republikom Irskom.
Sukob je počeo tijekom političke kampanje Sjevernoirske udruge za ljudska prava kako bi se završila diskriminacija unionističke, protestanske vlade i policije nad katolicima. Unionisti su se ovoj kampanji suprotstavili izazivanjem nemira, što je dovelo do raspoređivanja britanskih trupa diljem Sjeverne Irske u cilju zaštite katoličkog stanovništva kao i do sukoba koji će trajati 3 desetljeća.
Glavni sudionici sukoba bile su republikanske i lojalističke paravojske, britanske sigurnosne snage i politički aktivisti i političari. Sigurnosne snage Republike Irske igrale su malu ulogu. U sukobu je poginulo preko 3 500 ljudi, od čega su civili 52%, pripadnici britanskih sigurnosnih snaga 32% i pripadnici paravojski 16%. Dolazilo je do sporadičnog nasilja i nakon potpisivanja sporazuma u Belfastu, uključujući i kampanju republikanaca koji se protive primirju.

## Perspektiva
Pojam The Troubles (hr. nevolje, metež) odnosi se na sukob između nacionalista (uglavnom katolika) i unionista (uglavnom protestanata) koji je trajao gotovo tri desetljeća (1969. – 1997.) Ranije se ovim pojmom nazivao irski revolucionarni period. Ovaj sukob predstavljao je najdužu bitniju kampanju u povijesti britanske vojske.
Stav britanske vlade je bio da su njihove snage neutralne u sukobu, da čuvaju red i mir i pravo naroda Sjeverne Irske na demokratsko samoopredjeljenje. Nacionalisti su sigurnosne snage smatrali snagama okupacije. Britanske sigurnosne snage fokusirale su se na republikanske paravojske i aktiviste, a istraga policijskog ombudsmana pokazala je da su britanske snage u nekoliko situacija bile u dosluhu s lojalističkim paravojskama, da su bile umiješane u ubojstva i da su sprječavale sprovođenje pravde kada su tvrdnje o suradnji i ubojstvima bile istraživane.
Sukob je doveden do kraja mirovnim procesom kojim je većina paravojski proglasila primirje, IRA je razoružana, policija reformirana, a povučene su i britanske snage s ulica i s osjetljivih pograničnih područja kao što su Južni Armagh i Fermanagh. U sporazumu je dogovoreno da će Sjeverna Irska ostati u Ujedinjenom Kraljevstvu osim ako većina glasačkog tijela Sjeverne Irske odluči drugačije. Vlada Sjeverne Irske je decentralizirana.
Iako je broj aktivnih sudionika bio relativno mali, sukob je utjecao na mnoge u Sjevernoj Irskoj na dnevnoj osnovi, nekad se šireći i u Englesku, Irsku i dijelove kopnene Europe.

## Pozadina sukoba

### 1609. – 1791.
Godine 1609., tijekom procesa plantažiranje Ulstera, u Ulster se naseljavaju britanski i škotski doseljenici koji dobivaju zemlju koja je konfiscirana od domaćeg irskog stanovništva. Zajedno s protestantskom imigracijom, posebno u okruzima Antrim i Down, plantažiranje je bilo jedan od glavnih uzroka sukoba između domaćeg irskog stanovništva i kolonijalista koji će dovesti do irskih konfederativnih ratova (1641. – 53.) i Jakobitskog rata (1689. – 91). Oba rata završila su se pobjedom protestanata.
Anglikanska dominacija u Irskoj omogućena je donošenjem Kaznenih zakona kojima su ograničena vjerska, pravna i politička prava svima (uključujući i katolike i protestante, kao što su prezbiterijanci) koji nisu bili u okviru državne crkve, anglikanske Irske crkve. Kako su se Kazneni zakoni počeli ukidati u kasnom 18. stoljeću došlo je do većeg natjecanja za zemlju, jer su irskim katolicima ukinute restrikcije na zakup zemljišta. Nakon što je katolicima dozvoljena kupovina zemljišta i trgovina došlo je do stvaranja agrarnih udruženja, Peep o' Day Boysa kod protestanata i Branitelja kod katolika. Ovo je dovelo do polarizacije među zajednicima.

### 1791. – 1912.
Nakon osnivanja republikanskog Društva ujedinjenih Iraca od prezbiterijanaca, katolika i liberalnih anglikanaca i neuspjelog Irskog ustanka 1798. nastavilo se sektaško nasilje između katolika i protestanata. Protestantski Red oranžista (osnovan 1795.) datira iz ovog perioda i aktivan je i danas.
Zakonima o uniji 1800. Parlament Irske je ukinut, a Irska je ušla u sastav Ujedinjenog Kraljevstva Velike Britanije i Irske. Ovo je dovelo do bližih veza između anglikanaca i prezbiterijanaca koji su ranije bili republikanci. Iako je katolička emancipacija postignuta 1829., čime je službena diskriminacija nad katolicima (oko 75% stanovništva u tom periodu), disidentima i Židovima uveliko eliminirana, kampanja za poništenje zakona iz 1800. nije uspjela.
U kasnom 19. stoljeću nastao je pokret za samoupravu koji je tražio ponovno uspostavljanje irskog parlamenta. Unionisti su bili uplašeni kako bi mogli postati manjina u parlamentu koji bi bio većinski katolički.
Unionisti i pokret za samoupravu bili su najznačajnije političke frakcije u Irskoj tijekom kasnog 19. i ranog 20. stoljeća.

### 1912. – 1922.
Kao odgovor na kampanju za samoupravu koja je počela 1870-ih, unionisti, uglavnom ulsterski protestanti, protivili su se irskoj samoupravi i neovisnosti, plašeći se za svoju budućnost u većinski katoličkoj državi. Godine 1912. unionisti vođeni Edwardom Carsonom potpisuju Ulsterski zavjet i zavjetuju se da će se suprotstaviti samoupravi i silom ako je potrebno. U tu svrhu nastaju Ulsterske dragovoljačke snage (UVF).
Kao odgovor na stvaranje UVF-a nacionalisti na čelu s Eoinom MacNeillom osnivaju Irske dobrovoljačke snage, čiji je cilj bila borba protiv UVF-a i donošenje Zakona o samoupravi. Izbijanje Prvog svjetskog rata i sudjelovanje Irske u istom privremeno su odložili mogući građanski rat i rezoluciju o irskoj neovisnosti. Zakon o samoupravi, iako je prošao u britanskom parlamentu uz kraljevski pristanak, suspendiran je tijekom trajanja rata.
Irske dobrovoljačke snage su se podijelile na Narodne dobrovoljce, koji su se pridružili irskim regimentima Nove britanske armije, i na skupinu koju su uglavnom sačinjavali radikalni nacionalisti među kojima je bilo infiltratora iz Irskog republikanskog bratstva. Radikalni nacionalisti će 1916. u Dublinu započeti Uskrsni ustanak, pod vodstvom Patricka Pearsea i Jamesa Connollyja. Na izborima u prosincu 1918., dvije i po godine nakon pogubljenja 15 vođa ustanka, pobijedila je, s 48% glasova i većinom mjesta u parlamentu, separatistička stranka Sinn Féin. Njihovoj pobjedi pomogla je i prijetnja o prisilnom regrutovanju u vojnu službu. Uslijedio je Irski rat za neovisnost, koji se završava 1922. kada se formira Irska slobodna država, koja je sačinjavala 26 od 32 irska okruga. U Ulsteru, posebno u 6 okruga koji će postati dio Sjeverne Irske, stranka Sinn Féin je imala relativno slabe rezultate i unionisti su osvojili većinu.
Odlukom britanskog parlamenta Irska je 1920. podijeljena na dvije regije u sastavu Ujedinjenog Kraljevstva, Južnu i Sjevernu Irsku. Ova podjela Irske potvrđena je u prosincu 1922. kada je Parlament Sjeverne Irske odlučio da Sjeverna Irska izađe iz sastava Irske slobodne države, pravom koje im je dato Anglo-irskim sporazumom 1921. Dio sporazuma potpisan 1922., naređivao je stvaranje odbora koja će odlučiti o granici između dvije države. Nakon Irskog građanskog rata, ovaj dio sporazuma je bio malog prioriteta novoj vladi u Dublinu koju je predvodio W. T. Cosgrave, koji će 3. prosinca 1925. potpisati sporazum kojim je tadašnja granica potvrđena, bez pravljenja ikakvih promjena. S obzirom na to da su okruzi okruzi Fermanagh i Tyrone, kao i granična područja okruga Derry, Armagh i Down bili uglavnom nacionalistička područja, odbor je još dodatno mogao smanjiti teritoriju Sjeverne Irske.
Sjeverna Irska ostala je dio Ujedinjenog Kraljevstva, ali je dobila svoj parlament i vladu. Iako su se želje unionista ispunile s obzirom na to da je Sjeverna Irska ostala u sastavu Ujedinjenog Kraljevstva, nacionalisti su podjelu Irske vidjeli kao ilegalnu i arbitražnu podjelu otoka protiv volje većine naroda. Smatrali su da Sjeverna Irska nije ni legitimna ni demokratska država. Katolici su na početku činili oko 35% stanovništva. 557 ljudi, uglavnom katolika, ubijeno je u političkom i sektaškom nasilju između 1920. i 1922., i tijekom i poslije rata za neovisnost. Rezultat je bio raskol između katoličke i protestanske zajednice. Neki povjesničari opisuju nasilje, posebno ono u Belfastu, kao pogrom.

### 1922. – 1966.
Naslijeđe građanskog rata u Irskoj, koje će kasnije imati veliki utjecaj u Sjevernoj Irskoj, bio je opstanak marginaliziranih ostataka Irske republikanske armije. Djelovali su s obje strane granice i ostali su ideološki privrženi rušenju obje vlade silom kako bi ujedinili Irsku. Sjevernoirska vlada 1922. donosi Zakon o civilnim vlastima kojim se vladi i policiji daje moć da rade sve ono što je neophodno kako bi se ponovo uspostavio ili sačuvao zakon i red. Ovaj zakon se dugo koristio protiv nacionalista i nakon što se nasilje u ovom periodu završilo.
Pozicije dvije strane postale su striktno definirane nakon ovog perioda. Iz unionističke perspektive, nacionalisti su bili nelojalni i odlučni u svojoj namjeri da unioniste primoraju na ujedinjenu Irsku. Ova prijetnja služila je kao opravdanje za povlašćen položaj unionista u dodjeli stanova, zaposlenju i u drugim poljima. Prisustvo većih obitelji među katolicima, a samim tim i potencijal za brži rast broja katolika također je viđen kao prijetnja. Unionističke vlade ignorisale su upozorenje Edwarda Carsona iz 1921. da bi otuđivanje katolika učinilo Sjevernu Irsku nestabilnom. Poslije ranih 1920-ih dolazilo je do povremenih sektaških nemira, poput nemira u Belfastu 1930-ih i 1950-ih i Sjeverne (1942. – 1944.) i Granične (1956. – 1962.) kampanje Irske republikanske armije, koje nisu uživale širu podršku među nacionalistima. Nakon što je IRA obustavila svoju kampanju 1962., Sjeverna Irska je u kratkom periodu bila relativno stabilna.

## Kasnih 1960-ih
Točan datum početka sukoba nije utvrđen. Neki od datuma koji se najčešće uzimaju za početak su osnivanje suvremenih Ulsterskih dragovoljačkih snaga 1966. godine, marš za građanska prava u Derryju 5. listopada 1968., početak bitke za Bogside 12. kolovoza 1969. ili dolazak britanskih trupa 14. kolovoza 1969. godine.

### Kampanja za građanska prava
Tijekom sredine 1960-ih, počela je nenasilna kampanja za građanska prava. Pokret za građanska prava sastojao se od skupina kao što su Sjevernoirska udruga za ljudska prava (NICRA), Kampanja za socijalnu pravdu (CSJ), Akcijski odbor građana Derryja i Narodna demokracija, čiji su ciljevi bili:
- kraj diskrimaciji pri zaposlenju – katolici/nacionalisti imali su manje šanse zaposliti se na određenim poslovima, prije svega u vladi
- kraj diskriminaciji pri dijeljenju stanova – lokalna vijeća koja su kontrolirali unionisti su dijelila stanove protestantima ispred katolika
- jedan čovjek, jedan glas – u Sjevernoj Irskoj samo su kućevlasnici mogli glasovati na lokalnim izborima, za razliku od ostatka Ujedinjenog Kraljevstva gdje su mogle glasovati sve odrasle osobe
- kraj prekrajanju teritorija izbornih okruga – glas nacionalista je vrijedio manje čak i tamo gdje su bili većina
- reforma policije; Kraljevska policija Ulstera (RUC) – preko 90% policajaca su bili protestanti, a kritizirani su zbog sektaštva i prevelike brutalnosti
- povlačenje Zakona o civilnim vlastima – ovaj zakon je omogućavao policiji pretrese bez naloga, uhićenja i zatvaranja ljude bez optužbe ili suđenja, zabranjuje bilo kakva zasjedanja, parade i publikacije; ovaj zakon je uglavnom korišten protiv nacionalista.[13][14][15][16][17]

NICRA je optuživana da je republikanska organizacija čiji je konačni cilj ujedinjenje Irske. Iako su republikanci i neki članovi IRA-e (koja je tada provodila nenasilnu politiku pod vodstvom Cathala Gouldinga) pomogli pri stvaranju i upravljanju pokretom, nisu ga kontrolirali i nisu bili dominantna skupina unutar pokreta.
U ožujku i travnju 1966., nacionalisti su diljem Irske održali parade kako bi obilježili 50. godišnjicu Uskrsnog ustanka. Grupa irskih republikanaca je 8. ožujka minirala Nelsonov stub u Dublinu. U to vrijeme, IRA je bila veoma slaba i nije sprovodila oružane akcije, ali su neki unionisti smatrali da se IRA spremala za novu kampanju u Sjevernoj Irskoj. Travnja 1966., grupa lojalista pod vodstvom Iana Paisleya, protestantskog propovjednika, osniva Ulsterski odbor za obranu ustava (UCDC). Uspostavljeno je paravojno krilo pod imenom Ulsterski protestantski dragovoljci (UPV), s ciljem rušenja Terencea O'Neilla, premijera Sjeverne Irske. Iako je O'Neill bio unionista smatrali su da je bio blag prema pokretu za građanska prava i protivili su se njegovoj politici.
U isto vrijeme se u Shankillu, četvrti Belfasta, javljaju Ulsterske dragovoljačke snage. Predvodio ih je Gusty Spence, bivši britanski vojnik. Brojni članovi UVF-a bili su pripadnici i UCDC-a i UPV-a. U travnju i svibnju na brojne su katoličke kuće, škole i poslovne zgrade bili bačeni molotovljevi kokteli. U jednom napadu UVF-a na katolički bar gine starica, protestantkinja Matilda Gould. UVF progalašava rat IRA-i i svima koji joj pomažu 21. svibnja. Ubijaju 27. svibnja katoličkog civila Johna Sculliona na povratku kući. Pripadnici UVF-a upucali su mjesec dana kasnije trojicu katoličkih civila dok su napuštali pab, pri čemu gine mladić iz Republike Irske, Peter Ward. Ubrzo nakon toga sjevernoirska je vlada zabranila UVF. NICRA je osnovana u siječnju 1967.
20. lipnja 1968., aktivisti za građanska prava (uključujući i Austina Curriea, nacionalističkog narodnog poslanika) protestirali su protiv diskriminacije pri dodjeli stanova zaposjevši u Caledonu kuću koja je bila dodijeljena devetnaestogodišnjoj neudatoj protestantkinji (Emily Beattie, tajnici lokalnog političara Ulsterske unionističke stranke) ispred dvije velike katoličke obitelji. Policajci, među kojima je bio i brat Emily Beattie, nasilno se uklonili aktiviste s mjesta događaja. Dva dana prije ovog protesta, dvije katoličke porodice koje su zaposjele kuću u susjedstvu također su prisilno uklonjene. Currie je uložio svoju žalbu u lokalnom vijeću i u parlamentu. Ovaj incident ojačao je pokret za građanska prava.
24. kolovoza 1968., pokret je održao svoj prvi marš, od Coalislanda do Dungannona. Narednih godina održani su brojni marševi. Lojalisti (posebno pripadnici UPV-a) napali su mnoge marševe i držali su kontra-demonstracije s ciljem zabranjivanja marševa. Zbog nedostatka policijske reakcije na napade, nacionalisti su smatrali da policija, koja je gotovo potpuno bila sastavljena od protestanata, podržava lojaliste. Sjevernoirska vlada zabranila je marš pokreta za građanska prava u Derryju 5. listopada 1968. Kada su se učesnici marša usprotivili zabrani, policija ih je okružila i tukla nasumično. Više od 100 ljudi je povrijeđeno, uključujući i pojedine nacionalističke političare. Ovo je izazvalo dva dana nemira u Derryju između nacionalista i policije.
Nekoliko dana kasnije u Belfastu je osnovana studenska skupina Narodna demokracija. U kasnom studenom, O'Neill je obećao pokretu za građanska prava neke ustupke, koje su nacionalisti smatrali premalim, a lojalisti prevelikim. Narodna demokracija 1. siječnja 1969. započinje četvorodnevni marš od Belfasta do Derryja, koji je konstantno uznemiravan i napadan od strane lojalista. Demonstrante je 4. siječnja na mostu Burntollet napala skupina od 200 lojalista, ubrajajjući i neke policajce van dužnosti, naoružana željeznim šipkama, ciglama i flašama u unaprijed planiranoj zasjedi.  Marš je ponovo napadnut u Derryju. Sudionici marša tvrdili su da policija nije učinila ništa da ih zaštiti i da je pomagala lojaliste. Te noći su policajci u četvrti Derryja, Bogsideu, palili katoličke kuće, napadali, prijetili i vrijeđali stanovnike na sektaškoj osnovi. Stanovnici Bogsidea su zatim postavili barikade kako bi spriječili policiju da uđe, stvorivši tako "Slobodni Derry" koji je nakratko postao no-go zona za sigurnosne snage.
U ožujku i travnju 1969., lojalisti su izvršili bombaške napade na vodene i električne instalacije diljem Sjeverne Irske, optuživši za te napade IRA-u i elemente pokreta za građanska prava. Pojedini napadi ostavili su veći dio Belfasta bez vode i struje. Lojalisti su se nadali da bi bombaški napadi mogli natjerati O'Neilla na ostavku čime bi se okončali ustupci nacionalistima. Između 30. ožujka i 26. travnja izvršeno je 6 bombaških napada. Svi su okrivljivali IRA-u, a britanski vojnici poslati su da čuvaju instalacije. Unionistička podrška O'Neillu se smanjivala, što dovodi do njegove ostavke 28. travnja.

### Nemiri u kolovozu 1969. i posljedice
19. travnja u Bogsideu je došlo do sukoba između NICRA-e, policije i lojalista. Policajci su ušli u kuću katoličkog civila, Samuela Devennyja (42) i pretukli ga zajedno s njegove dvije kćeri tinejdžerke i porodičnim prijateljem. Jedna od kćeri ostala je bez svijesti. Devenny je pretrpio srčani udar i umro je 17. srpnja od posljedica povrede. 13. srpnja policajci su pretukli katoličkog civila, Francisa McCloskeya (67) tijekom sukoba u Dungivenu. Preminuo je sljedećeg dana.
12. kolovoza, parada protestantskog bratstva, Šegrta Derryja izazvala je sukob između lojalista i nacionalista. Nakon što su nacionalisti počeli bacati kamenje i molotovljeve koktele policija je, uz podršku lojalista, pokušala zauzeti Bogside. Iako je policija koristila suzavac, oklopna vozila i vodene topove, stotine nacionalista ih je držalo na odstojanju. Neprekidne borbe koje su trajale naredna dva dana postale su poznate kao bitka za Bogside.
Kao odgovor na dešavanja u Derryju, nacionalisti su prosvjedovali u Belfastu i diljem Sjeverne Irske. Neki od ovih prosvjeda doveli su do sukoba s policijom i do napada na policijske stanice. U Belfastu su lojalisti odgovorili upadajući u nacionalističke distrikte, spaljujući kuće i poslovne objekte. Došlo je do pucnjave između nacionalista i policije i između nacionalista i lojalista. Grupa od oko 30 pripadnika IRA-e bila je umiješana u borbama u Belfastu. Policija je na ulice poslala oklopna vozila Shorland naoružana teškim mitraljezima Browning. Oklopna vozila su dva puta otvorila paljbu na nacionalističke četvrti, pri čemu gine devetogodišnji Patrick Rooney. Paljba je otvorena i na prosvjednike u Armaghu, Dungannonu i Coalislandu.
Premijer Republike Irske, Jack Lynch je u televizijskom obraćanju 13. kolovoza rekao da irska vlada "ne može više stajati mirno i gledati nedužne ljude povrijeđene i možda i gore". Pozvao je na dolazak mirotvoraca Ujedinjenih naroda i izjavio da se u graničnim područjima okruga Donegal, u blizini Derryja, postavljaju poljske bolnice irske vojske. Rekao je i da je jedino trajno rješenje ujedinjenje Irske. Neki su ovaj govor smatrali kao prijetnju vojnom intervencijom. Nakon nemira, Lynch je naredio irskoj vojsci da planira moguću humanitarnu intervenciju u Sjevernoj Irskoj. Plan, nazvan Vježba Armageddon, je odbijen i ostao je klasificiran 30 godina.
14. i 15. kolovoza, britanske snage raspoređene su po Derryju i Belfastu kako bi uspostavile red, ali nisu ušle u Bogside što je dovelo do privremenog prekida nemira. 8 ljudi je ubijeno, preko 750 povrijeđeno (uključujući 133 osobe s ranama od vatrenog oružja), a uništeno je preko 400 kuća i poslovnih objekata, od čega su katolički činili 83%. 1.505 katoličkih i 315 protestantskih obitelji bilo je primorano napustiti svoje domove. Irska vojska je uspostavila izbjegličke kampove u blizini granice. Nacionalisti su se u početku obradovali dolasku vojske jer nisu vjerovali policiji. Odnosi su se ubrzo raspali zbog opresivnih mjera koje je vojska sprovodila.
Nakon nemira, uspostavljen je Huntov odbor kako bi ispitao sjevernoirsku policiju. Izvještaj, koji je objavljen 12. listopada, preporučivao je da se policija razoruža i da se specijalna policija ukine. Te noći su lojalisti u Belfastu protestovali protiv izvještaja. Tijekom nasilja u Shankillu, pripadnici UVF-a ubili su policajca Victora Arbucklea. On je bio prvi policajac koji je poginuo tijekom sjevernoirskog sukoba. U listopadu i prosincu 1969., UVF je izvršio niz malih bombaških napada u Republici Irskoj.

## 1970-ih

### Vrhunac nasilja i kolaps parlamenta
U periodu od 1970. do 1972. dolazi do eskalacije političkog nasilja, doživljujući svoj vrhunac 1972., kada je gotovo 500 ljudi, od toga preko pola civila, izgubilo svoje živote. To je bila najsmrtonosnija godina sukoba.
Do kraja 1971., u Derryju je postavljeno 29 barikada, od kojih je 16 bilo neprolazno čak i britanskim oklopnim vozilima. Mnoge republikanske no-go zone kontrolirale su Privremena i Službena IRA-e. Postoji nekoliko ponuđenih razloga za eskalaciju nasilja u ovom periodu.
Unionisti smatraju da je glavni razlog eskalacije nastanak PIRA-e i OIRA-e, koje su nastale raspadom stare IRA-e 1969. Dok je stara IRA prihvatila nenasilnu borbu, nova Privremena IRA je bila odlučna u svojoj namjeri da vodi oružanu borbu protiv britanskih vlasti u Sjevernoj Irskoj. Nova IRA je bila voljna prihvatiti ulogu zaštitnika katoličke zajednice, umjesto jedinstva radničke klase iz obje zajednice.
Nacionalisti nasilje u ovom periodu objašnjavaju nizom događaja. Jedan od incidenata bila je i bitka za Falls u srpnju 1970. kada je 3 000 britanskih vojnika uvelo policijski sat u nacionalističkoj četvrti Belfasta, Lower Fallsu ispaljujući preko 1 500 metaka i ubijajući 4 civila. Godine 1971. je uvedena internacija bez suđenja (od 350 osoba koje su privedene na početku, nijedna nije bila protestant). Zbog slabih obavještajnih podataka, rijetko koji od privedenih je zapravo bio republikanski aktivist, ali su neki postali radikalizirani zbog svojih iskustava. Treći događaj koji je doveo do povećane regrutacije i podrške nacionalista PIRA-i, bilo je ubijanje 13 nenaoružanih muških civila od strane britanske vojske na mitingu protiv internacije u Derryju 30. siječnja 1972. (nekoliko mjeseci kasnije od povreda je preminuo još jedan muškarac). Ovaj incident je poznat kao Krvava nedjelja. Smatra se jednim od najznačajnijih događaja sukoba. Za posljedicu je imao povećano neprijateljstvo republikanaca ka britanskoj vojsci i vladi, kao i povećanje podrške PIRA-i, koja se ogleda u povećanom broju dragovoljaca u tom periodu.
Od 1971. do 1975, 1 981 osoba je zatvoreno bez suđenja, od čega 1 874 katolika i 107 protestanata. Postojale su glasine o zlostavljanju i mučenju privedenih, a pet tehnika koje su vojnici i policajci koristili tijekom ispitivanja proglašene su nelegalnim nakon istrage britanske vlade.
Privremena IRA pokušala je sebe predstaviti kao zaštitnika nacionalističke zajednice. PIRA je svoju kampanju započela rane 1971. kada je Vojno vijeće odobrilo napade na britansku vojsku. Tijekom 1972., borci PIRA-e ubili su oko 100 pripadnika britanskih sigurnosnih snaga, ranili još 500 i izvršili oko 1 300 bombaških napada, uglavnom na komercijalne ciljeve. Bombaška kampanja prouzrokovala je i civilne žrtve, poput Krvavog petka, kada su 22 bombe aktivirane u središtu Belfasta, pri čemu je poginulo 9 osoba, 7 civila i 2 vojnika.
U istoj godini OIRA je ubila desetine britanskih vojnika, ranivši još nekoliko. OIRA je svoju kampanju okončala u svibnju 1972.
Koncentracija britanskih trupa doživjela je svoj vrhunac na omjeru 20:1.000 u odnosu na civilno stanovništvo, što je najveći omjer u povijesti protivgerilskog ratovanja, veći i od onog tijekom Malajskog ustanka, s kojim se sukob često poredi. Operacija Motorman bila je najveća operacija u Irskoj još od rata za neovisnost. Uključeno je bilo 22.000 britanskih trupa. U danima prije operacije, još 4000 vojnika je pristiglo u Sjevernu Irsku.
I pored privremenog primirja 1972. i pregovora s britanskim zvaničnicima, PIRA je bila odlučna nastaviti kampanju s ciljem ujedinjenja Irske. Britanska vlada u Londonu, vjerujući da je sjevernoirska administracija nesposobna, nastojala je preuzeti kontrolu nad sigurnosnom situacijom u zemlji. Pošto je ovo bilo neprihvatljivo za unionističku sjevernoirsku vladu, britanska vlada ukida sjevernoirski parlament i vladu i uvodi direktnu vladavinu iz Londona. Direktna vladavina na početku je bila kratkoročno rješenje; krajnji cilj je bila ponovna uspostava vlade koja bi bila prihvatljiva i unionistima i nacionalistima. Dogovor između zaraćenih strana se pokazao nedostižnim, a sukob se nastavio. Postojanje "no-go zona" u Belfastu i Derryju predstavljalo je izazov autoritetu britanske vlade u Sjevernoj Irskoj. Britanska vojska uništava barikade i uspostavlja kontrolu nad ovim zonama u Operaciji Motorman 31. srpnja 1972.

### Saningdejlski sporazum i štrajk UWF-a
U lipnju 1973., nakon objave britanske bijele knjige i ožujskog referenduma o statusu Sjeverne Irske, uspostavljeno je novo parlamentarno tijelo, Vijeće Sjeverne Irske. Izbori su održani 28. lipnja. U listopadu 1973., nacionalističke i unionističke stranke su, zajedno s britanskom i irskom vladom, potpisale Saningdejlski sporazum, čiji je cilj bio proizvesti političko rješenje unutar Sjeverne Irske. Sporazumom je izvršna vlast podijeljena između nacionalista i unionista i nastalo je "Vijeće Irske", tijelo sastavljeno od ministara iz Sjeverne Irske i Republike, stvoreno s ciljem poticanja na prekograničnu suradnju.
Unionisti su ostali podijeljeni oko Sunningdalea, kojem se protivila i IRA, čiji je cilj bio nestanak Sjeverne Irske kao dijela Ujedinjenog Kraljevstva. Mnogi unionisti su se protivili konceptu podijele moći, smatrajući da nije izvodljivo dijeliti moć s onima koji žele uništenje države. Značajnije je bilo unionističko protivljenje "irskoj dimenziji" i Vijeću Irske, kojeg su smatrali prethodnicom budućeg ujedinjenog irskog parlamenta. Opaska mladog odbornika Socijaldemokratske i radnička stranke (SDLP-a), Hugha Loguea, na dublinskom Trinity Collegeu da je Sunningdale sredstvo "kojim će unionsti biti dovedeni do ujedinjene Irske" oštetila je šanse značajnijoj unionističkoj podršci sporazumu. U siječnju 1974., smijenjenog Briana Faulknera na mjestu lidera Ulsterke unionistička stranka (UUP-a) zamijenio je Harry West. Na općim izborima u Ujedinjenom Kraljevstvu u veljači 1974., anti-Saningdejlski unionisti osvojili su 11 od 12 poslaničkih mjesta i 58% glasova dok je ostatak otišao pro-Saningdejlskim unionistima i nacionalistima.
Na kraju je Saningdejlski sporazum oborila je masovna akcija dijela lojalističkih paravojski (prije svega Ulsterski obrambeni savez, koji je tada imao oko 20.000 članova) i radnika, koji su osonvali Ulstersko radničko vijeće (UWC). Oni su organizirali generalni štrajk. Ovaj je štrajk žestoko oštetio radnu atmosferu u Sjevernoj Irskoj, a odsječene su bile i osnovne potrebe kao što su elektricitet i voda. Nacionalisti smatraju da britanska vlada nije dovoljno učinila da prekine štrajk i održi Saningdejlski sporazum. Postoje dokazi da je štrajk ohrabrivao i MI5, kao dio njihove kampanje da dizorijentiraju vladu britanskog premijera Harolda Wilsona. Suočeni s takvom opozicijom, pro-Saningdejlski unionisti su napustili vladu i novi režim je propao. Tri dana nakon početka štrajka, 17. svibnja 1974., dva tima iz Belfastske i Srednjoulsterske brigade UVF-a detonirala su tri auto-bombe bez upozorenja u središtu Dublina, pri čemu je poginulo 26 ljudi, a ranjeno je oko 300. 90 minuta kasnije, u Monaghanu je eksplodirala i četvrta bomba, pri čemu gine još 7 ljudi. Nikada nitko nije osuđen za ove napade.

### Prijedlog o neovisnosti Sjeverne Irske
Wilson se tajno susreo s IRA-om 1971. dok je bio vođa opozicije; njegova se vlada ponovo susrela s IRA-om u kasnoj 1974. i ranoj 1975. kako bi sklopila primirje. Tijekom sastanaka razmatrala se mogućnost britanskog povlačenja iz Sjeverne Irske. Neuspjeh Saningdejla doveo je do ozbiljnih razmatranja u Londonu do studenog 1975. o neovisnosti Sjeverne Irske. Da se povlačenje Britanaca desilo, Sjeverna Irska bi postala dominion Britanskog Commonwealtha.
Britanski pregovori s ilegalnom organizacijom razbijesnili su irsku vladu, koja je strahovala da Britanci razmatraju napuštanje Sjeverne Irske. Irski ministar vanjskih poslova Garret FitzGerald razmotrio je u svom memorandumu iz lipnja 1975. mogućnost mirnog povlačenja i neovisnosti, podjele otoka i kolapsa Sjeverne Irske u građanski rat i anarhiju. FitzGerald smatra da je mirno povlačenje najpoželjnije rješenje, ali zaključuje da irska vlada ne može mnogo učiniti.
Irska vlada već nije uspjela spriječiti IRA-ino spaljivanje britanskog veleposlanstva u Dublinu 1972. Vjerovala je da ne bi mogla povećati malu vojsku od 12.500 ljudi bez negativnih posljedica. Građanski rat u Sjevernoj Irskoj doveo bi do velikog vroja ljudskih žrtava i imao bi ozbiljne posljedice za Republiku, jer bi javnost zahtijevala djelovanje u cilju zaštite nacionalista. FitzGerald je upozorio Jamesa Callaghana da bi nedjelovanje Irske "moglo ugroziti demokratsku vladu u Republici".
Irska vlada se toliko plašila posljedica neovisne Sjeverne Irske da je FitzGerald odbio pitati Britance da se ne povuku, jer je mislio da bi otvoreno raspravljanje o tom pitanju dozvolilo Britancima da nastave sa svojim planom. U 2006. je napisao da "ni tada ni od tada javno mnjenje u Irskoj nije shvatilo koliko je blizu naš cijeli otok bio katastrofi u posljednje dvije godine vladavine Harolda Wilsona".

### Sredina 1970-ih
U travnju 1974., zabranu UVF-a ukinuo je Merlyn Rees, državni tajnik za Sjevernu Irsku. U prosincu, mjesec dana nakon bombaškog napada u Birminghamu, IRA je proglasila primirje, koje je teoretski trajalo narednu godinu. Bez obzira na primirje, sektaška ubojstva su se povećala u 1975., kao i sukobi među neprijateljskim paravojskama. To je 1975. učinilo jednom od najkrvavijih godina sukoba.
31. srpnja 1975. u Bushkillu, u blizini Newryja, popularni irski sastav The Miami Showband vraćao se u Dublin nakon svirke u Banbridgeu, kada je upao u zasjedu pripadnika Srednjoulsterske brigade UVF-a, prerušenih u britanske uniforme na lažnom vojnom punktu. Ubijena su tri člana sastava, 2 katolika i protestant, a u slučajnoj eksploziji poginula su i dva pripadnika UVF-a. Narednog siječnja, 11 protestantskih radnika je ubijeno u masakru u Kingsmillu, nakon što su ih Republikanske snage Južnog Armagha izvele iz autobusa. Jedina preživjela osoba bila je upucana 18 puta. Ova ubojstva su navodno bila osveta za lojalističko ubojstvo dviju katoličkih porodica, prethodne noći.
Nasilje se nastavilo kroz 1970-te. Britanska vlada je u listopadu 1975. uvela ponovnu zabranu UVF-a. Kada se primirje IRA-e iz prosinca 1974. završilo u siječnju 1976., skupina se vratila nasilju, izgubivši nadu iz ranih 1970-ih u brzo povlačenje Britanaca i razvivši strategiju "dugog rata", pod kojom se podrazumijevala manje intenzivna, ali održljivija kampanja nasilja koja bi se mogla nastaviti u beskonačnost. Međutim, primirje Službene IRA-e iz 1972. postalo je trajno. OIRA se pretvorila u Radničku partiju Irske, koja je potpuno odbacivala nasilje. Od bivših članova OIRA-e izrasla je Irska nacionalna oslobodilačka armija, koja će nastaviti kampanju nasilja 1974.

### Kasne 1970-e
U kasnim 1970-im, nezadovoljstvo sukobom je bilo izraženo u objema zajednicama. Jedna od manifestacija takvog raspoloženja su Ljudi mira, skupina koja je osvojila Nobelovu nagradu za mir 1976. Oni su organizirali velike demonstracije protiv nasilja paravojnih skupina. Njihova kampanja izgubila je popularnost nakon apela nacionalističkoj zajednici da dojavljuju informacije o IRA-i sigurnosnim snagama.
Desetljeće se završilo duplim napadom IRA-e. 27. kolovoza 1979. ubijen je Louis Mountbatten tijekom odmora u Mullaghmoreu, okrug Sligo, kada je eksplodirala bomba ispod njegovog čamca. Poginule su još tri osobe: majka Mountbattenovog zeta, Mountbattenov unuk i lokalni čamdžija. Istog dana ubijeno je 18 vojnika, uglavnom iz Padobranskog regimenta, kada je konvoj naišao na dvije bombe na putu u pripremljenoj zasjedi u Warrenpointu, okrug Down.
Uzastopne britanske vlade, nakon neuspjeha u pokušaju ostvarenja političkog rješenja, pokušale su "normalizirati" Sjevernu Irsku. Ukinuto je pritvaranje bez suđenja, kao i politički status paravojnim zatvorenicima. Od 1972., pripadnicima paravojski suđeno je bez porote, kako bi se izbjeglo zastrašivanje. Prilikom osude, tretirani su kao obični kriminalci. Otpor ovakvoj politici među republikancima doveo je do prosvjeda "plahti" i "prljavih" protesta 500 zatvorenika u zatvoru Maze. Njihovi protesti kulminirali su štrajkom glađu, čiji je cilj bio povratak političkog statusa, kao i drugi ustupci.

## 1980-ih
Tijekom štrajka glađu 1981, od gladi je umrlo 10 republikanskih zatvorenika (7 iz PIRA-e i 3 iz INLA-e). Bobby Sands, prvi preminuli štrajkač, bio je član britanskog parlamenta. Preko 100.000 ljudi prisustvovalo je Sandsovoj pokopani u zapadnom Belfastu; tisuće drugih prisustvovalo je pokopima ostalih zatvorenika. Iz republikanske perspektive, značaj ovih događaja demonstrirao je potencijal za političku i izbornu strategiju.
U jeku štrajka glađu, stranka Sinn Féin, koja je postala političko krilo PIRA-e, izašla je na izbore i u Sjevernoj Irskoj kao i u Republici Irskoj. Sinn Féin je 1986. priznao legitimitet irskog parlamenta, što je dovelo do napuštanja stranke manjeg broja članova koji osnivaju Republikanski Sinn Féin.
IRA je u 1980-im pojačana velikim donacijama oružja iz Libije zbog Gadafijevog bijesa na podršku britanske vlade bombardiranja Libije 1986., kao i novčanim donacijama IRA-inih aktivista iz irske dijaspore, prije svega iz SAD-a.
INLA je bila izrazito aktivna početkom i sredinom 1980-ih. 1982. su izveli bombaški napad u Ballykellyju na disko kojeg su često posjećivali britanski vojnici van službe. Poginulo je 11 vojnika i šest civila. Najznačajniji IRA-in napad u ovom periodu je bombaški napad na hotel u Brightonu 12. listopada 1984., tijekom konferencije Konzervativne stranke, kojoj je prisustvovala i premijerka Margaret Thatcher. Eksplozivna naprava, koja je eksplodirala u ranim jutarnjim satima, ubila je pet osoba, uključujući člana parlamenta Anthonyja Berryja. 34 osobe su povrijeđene.
U minobacačkom napadu na policijsku postaju 28. veljače 1985. u Newryju, poginulo je devet policajaca, sedam protestanata i dva katolika. Napad su isplanirali IRA-ina brigada iz Južnog Armagha i jedinica u Newryju. Devet projektila je ispaljeno s ukradenog Forda. Osam je promašilo postaju, a deveti je pogodio kantinu. U Enisskillenu je 8. studenog 1987., tijekom komemoracijske parade žrtvama Prvog svjetskog rata, eksplodirala tempirana bomba. Poginulo je 11 (10 civila, uključujući trudnicu, i jedan policajac), a ranjene su 63 osobe. Ronnie Hill bio je teško povrijeđen. U komu je pao nakon dva dana i ostao je u tom stanju sve do smrti u decembru 2000. IRA se ispričala, tvrdeći da je napad bio greška, a da su pravi ciljevi bili britanski vojnici koji su paradirali ka spomeniku. Jedinica koja je izvela napada je rasformirana. Lojalističke paravojske odgovorile su napadima na katolike, uglavnom civile. Postavljena je bila još jedna bomba u obližnjem Tullyhommonu koja nije eksplodirala.
Četiri mjeseca nakon napada u Enniskillenu, tri dragovoljca IRA-e su ubijena na benzinskoj stanici na Gibraltaru. Ovaj događaj postao je poznat pod imenom Operacija Flavius. Pokop u Belfastu napao je pripadnik UDA-e Michael Stone. U napadu su poginule tri osobe, uključujući pripadnika IRA-e. Stone je osuđen na doživotnu kaznu zatvora, ali je oslobođen poslije 11 godina zatvora nakon sporazuma iz Belfasta.
Dva naoružana britanska vojnika napadnuta su, zarobljena i likvidirana tijekom pokopa žrtava Stoneovog napada. Ovaj događaj poznat je pod imenom "ubojstvo kaplara".
Tijekom 1980-ih, lojalističke paravojsne skupine, uključujući UVF, UDA-u i UR, uvozile su oružje i ekplozive iz Južne Afrike. Oružje je podijeljeno među skupinama, iako ga neke skupine nisu nikada koristile. Tijekom 1987., slabi utjecaj INLA-e nakon sukoba s odmetnutom skupinom, IPLO-m. Do 1992., IPLO je uništila PIRA zbog umiješanosti u trgovinu drogom čime se sukob završio.
Republikanci smatraju da se u ovo vrijeme počela primjenjivati tzv. "shoot-to-kill politika", što je dovelo do ubojstava desetina republikanskih i jednog lojalističkog pripadnika paravojski. Ubojstva su uglavnom izvršavali pripadnici policije ili SAS-a.

## 1990-ih
Od kasnih 1980-ih, iako je IRA nastavila svoju oružanu kampanju, stranka Sinn Féin, koju od 1983. vodi Gerry Adams, pokušala je izboriti kraj sukoba. Adams je točno predvidio da će to biti dug proces. Održavao je javne pregovore s Johnom Humeom, liderom SDLP-a, i tajne s vladinim službenicima. Lojalističke paravojske također su pregovorale o kraju sukoba, dolazeći u kontakt s britanskim i irskim vladama preko protestanskih svećtenika, poput prezbiterijanca Roya Mageea i anglikanskog nadbiskupa Robina Eamesa.

### Eskalacija u Južnom Armaghu
Naselje Crossmaglen i manja okolna sela poput Silverbridgea, Cullyhanne, Cullavilla, Forkhilla, Jonesborougha i Creggana predstavljali su od 1970-ih jako uporište IRA-ine brigade Južnog Armagha. U veljači 197.8, iznad Jonesborougha je srušen Gazela, pri čemu je poginuo potpukovnik britanske vojske.
IRA je u 1990-im razvila novi plan u cilju ograničenja britanskih patrola u Crossmaglenu. Osnovana su dva tima snajperista. Snajperisti su koristili Barrett M82. U Južnom Armaghu su postavljeni znakovi na kojima je pisalo "snajperist na poslu". Za sedam godina djelovanja, snajperisti su ubili devet osoba, sedam vojnika i dva policajca.
IRA je razvila kapacitet obaranja helikoptera u Južnom Armaghu i drugim područjima od 1980-ih. 1990. je na granici okruga Tyrone i Monaghan oborena još jedna Gazela. Tom prigodom nije bilo poginulih.
U prosincu 1993., došlo je do još jednog incidenta u kojem su sudjelovali helikopteri. Dva helikoptera su tijekom 1994. srušena improviziranom minobacačkom vatrom. Tijekom ovog perioda, IRA je uspostavljala punktove u ovom području bez reakcije sigurnosnih snaga.

### Prvo primirje
Nakon dužeg perioda političkog manevriranja, i lojalističke i republikanske paravojske proglasile su 1994. primirje. Godina prije primirja obilježena je velikim brojem zločina. UDA i UVF povećali su broj napada. IRA je odgovorila bombaškim napadom ma Shankillu listopada 1993., čiji je cilj bio eliminacija rukovodstva UDA-e. Tom prigodom poginulo je osam protestantskih civila, jedan nisko-rangiran član UDA-a i jedan od počinitelja zbog preuranjene detonacije. UDA se osvetila masakrima u nacionalističkim područjima Greysteelu i Castlerocku. Od 12 žrtava ova dva masakra, samo dvije osobe nisu bile katolici.
16. lipnja 1994., INLA je u Shankillu ubila pripadnika UVF-a. Tri dana kasnije, pripadnici UVF-a ubili su šest civila]u pabu u Loughinislandu. IRA je, u periodu do proglašenja primirja 31. kolovoza, ubila još tri borca UDA-e i jednog iz UVF-a. Šest tjedana kasnije primirje su proglasile i lojalističke paravojske, ujedinjene u Kombiniranu lojalističku vojnu komandu. Iako su ova primirja bila neuspješna, bila su efikasan način za sprečavanje nasilja na široj skali i pripremila su put za primirja kojim će se sukob okončati.
1995. je na mjesto specijalnog američkog izaslanika za Sjevernu Irsku došao George J. Mitchell, za kojeg se smatralo da predstavlja predsjednika Clintona koji je imao dubok interes za dešavanja u Sjevernoj Irskoj. Britanska i irska vlada usaglasile su se da će Mitchell predvoditi međunarodnu komisiju za razoružanje paravojski.

### Drugo primirje
9. veljače 1996., manje od dvije godine nakon proglašenja primirja, IRA je izvršila bombaški napad u Londonu. Poginule su dvije, a ranjeno je 39 osoba. Pričinjena je šteta od 85 milijuna funti. Sinn Féin je krivio britansku vladu zbog odbijanja da započne sveobuhvatne pregovore dok se IRA ne razoruža.
15. lipnja uslijedio je bombaški napad u Manchesteru, koji je uništio veći dio gradskog središta. Pričinjena je šteta od 411 milijuna funti. U napadu nije bilo poginulih zahvaljujući telefonskom upozorenju i brzoj reakciji hitnih službi. Preko 200 ljudi je povrijeđeno. Stephen Restorick bio je posljednji britanski vojnik koji je ubijen prije primirja. Ustjeljen je na graničnom prijelazu 12. veljače od "snajperiste iz Južnog Armagha", koji je kasnije identificiran kao Bernard Henry McGinn.
IRA je ponovo proglasila primirje u srpnju 1997., početkom pregovora na kojima nije sudjelovao Sinn Féin. U rujnu iste godine, Sinn Féin postaje potpisnik tzv. Mitchellovih načela i uključuje se u pregovore. UVF je bila prva paravojska koja se podijelila kao rezultat pregovora, nastankom Lojalističkih dragovoljačkih snaga 1996. U prosincu 1997., INLA je likvidirala vođu LVF-a Billyja Wrighta, što je dovelo do niza osvetničkih ubojstava od strane lojalističkih paravojski. Iz PIRA-e se izdvojila manja skupina koja se nazvala Prava irska republikanska armija.
U kolovozu 1998., bombaški napad RIRA-e u Omaghu ubio je 29 ljudi. Ovaj napad je diskreditirao disidentske republikance u očima mnogih koji su ranije podržavali PIRA-u. Ovo je rezultiralo gubitkom utjecaja ovih skupina.
INLA je također potpisala primirje ubrzo nakon sporazuma iz Belfasta. Od tada, većina nasilja paravojski usmjerila se na vlastite zajednice gdje je došlo do sukoba između različitih formacija. UDA je od 2000. dva puta dolazila u sukob s UVF-om. Sukobi su bili i unutarnje naravi, između brigadnih komandanata. Pojedine skupine umiješane su u organizirani kriminal.

### Politički proces
Nakon primirja, počeli su pregovori glavnih političih stranaka Sjeverne Irske kako bi se došlo do političkog rješenja. Ovi pregovori doveli su do sporazuma iz Belfastu 1998. Sporazumom je Sjevernoj Irskoj vraćena samouprava na bazi dijeljenja moći. Vlada sastavljena od četiri stranke formirana je 1999., a u nju je ušao i Sinn Féin. Kraljevska policija Ulstera preimenovana je u Policijska služba Sjeverne Irske, čiji je sastav u narednih 10 godina morao sadržati 50% katolika. Zakonom o pravdi i sigurnosti iz 2007. ukinuti su diplock sudovi.
Proces normalizacije sigurnosti bio je jedna od ključnih točaka sporazuma. Napuštene su kasarne i granične osmatračnice, a sve trupe koje su sudjelovale u Operaciji Banner, uključujući i Kraljevski irski regiment, zamijenjene su pješadijskom brigadom, koja je raspoređena na 10 mjesta diljem Sjeverne Irske, ali bez operativne uloge.
Vlada je suspendirana 2002., kada su se uniosti povukli nakon Stormontgatea, koji je uslijedio nakon špekulacija o postojanju IRA-inog špijunskog lanca unutar Stormonta. U to doba vladale su tenzije zbog sporog i nepotpunog razoružanja IRA-e, koje je kompletirano u rujnu 2005.
Nakon sporazuma, političkom situacijom uglavnom dominiraju Sinn Féin i Demokratska unionistička stranka (DUP), na štetu SDLP-a i UUP-a. Iako je političko nasilje uveliko smanjeno, sektaški animozitet je i dalje prisutan. Stambena područja su podjeljenija više nego ikada. Samim tim, napredak prema zajedničkim institucijama bio je spor i težak. Vlada je ponovo uspostavljena 8. svibnja 2007.

## Suradnja britanskih snaga i lojalista
U pokušaju da poraze IRA-u, britanske snage sigurnosti u mnogim su slučajevima sarađivale s lojalističkim paravojskama. Vojnici i policajci često su sudjelovali u lojalističkim napadima van dužnosti, davali su oružje i obavještajne podatke, nisu reagirali na djelovanje lojalista i ometali su policijske istrage. Dupli agenti i špijuni u lojalističkim paravojskama organizirali su napade naredbom ili sa znanjem nadređenih. Od 210 lojalista uhićenih tijekom Stevensovih upita, 207 bili su državni agenti ili špijuni.
U Ulsterskom obrambenom regimentu 1972. bilo je svega 3% katolika. Do 1990, 197 pripadnika UDR-a osuđeno je za terorističke prekršaje, od toga 19 za ubojstvo. Lojalisti su u sastav ovog regimenta ulazili kako bi dobili oružje, obuku i informacije.
Tajna skupina iz Glenannea, koja je okupljala lojaliste, vojnike i policajce, izvršila je tijekom 1970-ih niz napada protiv nacionalista u području poznatom kao "trokut ubojstava". Neki napadi su izvršeni i u Republici Irskoj. Ukupno su ubili 120 osoba, uglavnom civila. U Casselovom izvještaju, pronađeni su dokazi da su policajci i vojnici sudjelovali u 74 od 76 istraživanih ubojstava. Izvještaj navodi i da su istaknuti policijski službenici bili upoznati s aktivnostima skupine, ali da nisu učinili ništa kako bi spriječili ili kaznili počinitelje, što je potvrdio i član skupine i policajac John Weir. Napadi koji se pripisuju skupini uključuju bombaške napade u Dublinu i Monaghanu 1974., ubojstvo članova sastava The Miami Showband 1975. i ubojstvo obitelji Reavey i O'Dowd 1976.
Stevensovi upiti pokazali su da su elementi sigurnosnih snaga koristili paravojske, pomoću duplih agenata i špijuna, kako bi eliminirali nepodobne osobe. Glavna služba umiješana u ove aktivnosti bila je FRU. Brian Nelson, šef obavještajne službe UDA-e, bio je agent FRU. Preko Nelsona, FRU je pomagala UDA-i da eliminira nepoželjne osobe. Pripadnici FRU tvrde da su lojalistima pomagali samo pri likvadiciji republikanskih aktivista, ali ne i civila.
FRU i Nelson odgovorni su za smrt barem 30 osoba, kao i za mnoge napade na civile. Jedna od žrtava bio je i odvjetnik Pat Finucane. Nelson je također nadgledao nabavu naoružanja lojalistima 1988. Između 1992. i 1994., lojalisti su ubili više ljudi od republikanaca, dijelom i zbog podrške FRU. Pripadnici sigurnosnih službi pokušali su sabotirati Stevensovu istragu.
Izvještaj policijskog ombudsmana iz 2007. pokazao je da je pripadnicima UVF-a dozvoljeno počiniti niz terorističkih djela, uključujući ubojstvo, dok su radili za Specijalnu službu policije. Suradnici policije imali su imunitet. Ombudsman Nuala O'Loan zaključila je da je ovo dovelo do smrti stotina osoba, otkrivši da su viši britanski zvaničnici vršili pritisak kako bi okončala istragu. Robin Jackson, član UVF-a, povezan je s između 50 i 100 ubojstava, iako nikad nije osuđen ni za jedno. Postoje sumnje da je bio suradnik policije. Barronov izvještaj irske vlade navodi da je bio povezan s britanskim obavještajnim službama.
Smithwickov tribunal zaključio je da je pripadnik irske policije surađivao s IRA-om pri ubojstvu dva policajca 1989.

## Nestali
Tijekom 1970-ih i 1980-ih, paravojne skupine su otele veći broj osoba za koje se mislilo da su špijuni, koje su potom ispitivane pod mučenjem i likvidirane. 18 ljudi, dvije žene i 16 muškaraca, uključujući i jednog časnika britanske vojske, oteto je i ubijeno tijekom sukoba. Ove žrtve neformalno se nazivaju Nestalima. Svi osim Lise Dorrian likvidirale su republikanske paravojne skupine. Ostaci četiri osobe još uvijek nisu pronađeni.
Britanske snage sigurnosti, uključujući Vojnu reakcionarnu snagu, izvršavale su ubojstva nenaoružanih civila. Žrtve su obično bili katolici nepovezani s paravojskama, poput ubojstvaa dva nenaoružana civila 15. travnja 1972. na Whiterock Roadu, ili masakr sedam nenaoružanih civila u Andersonstownu 12. svibnja 1972. Pripadnik MRF-a izjavio je 1978. da je vojska često pokušavala izvršiti operacije pod lažnom zastavom, kako bi isprovocirala sektaški konflikt i skrenula pozornost sa svojih trupa. Bivši član izjavio je da "mi nismo bili tamo da djelujemo kao vojna jedinica, mi smo bili tamo da djelujemo kao teroristička grupa".

## Problem parada
Do rasta tenzija i izbijanja nasilja obično dolazi tijekom "sezone marševa" kada se diljem Sjeverne Irske održavaju parade oranžista. Oranžisti obilježavaju pobjedu Vilima III. u bitki kod Boynea 1690., čime se učvrstila vladavina protestanata i Britanaca u Irskoj. Najznačajniji sukob bio je u Portadownu, gdje parada oranžista, koja počinje od crkve u naselju Drumcree, prolazi kroz nacionalističko područje na Garvaghy Roadu. Parada je danas, zbog nacionalističkih protesta, zabranjena.
Tijekom 1995., 1996. i 1997, došlo je do višetjednih nemira diljem Sjeverne Irske, uzrokovanih sukobom u Portadownu. U sukobima je poginuo veći broj ljudi, uključujući katoličkog taksistu ubijenog od LVF-a i tri brata katolika iz miješane obitelji, koji su ubijeni u svojoj kući u Ballymoneyu.

## Društvene posljedice
Utjecaj sukoba na stanovništvo poređen je s uticajem bombardiranja 1940. na Londonce. Stres od bombaških napada, ulični nemiri, sigurnosni punktovi i konstantno vojno prisustvo najveći su utjecaj imali na djecu i omladinu. Postojao je i strah od lokalnih paravojski.
Uz nasilje, veliki problem bili su nezaposlenost i manjak stambenih objekata. Mnogi su postali beskućnici nakon što su im kuće zapaljene ili su bili primorani da se isele zbog zastrašivanja. Belfastske obitelji iseljene su u nove četvrti nakon rušenja starih, poput Sailortowna ili Pound Loneya. Novi društveni problemi doprinijeli su rušenju tradicijske društvene hijerarhije, što je dovelo da jačanja utjecaja paravojski u nekim područjima. Vandalizam je također predstavljao veliki problem. U 1970-im, u Belfastu je bilo oko 10.000 vandaliziranih, praznih kuća. Većina vandala imala je između 8 i 13 godina.
Stres od sukoba doveo je i do slabljenja ranije striktne seksualne moralnosti. U Derryju je došlo do povećanja stope razvoda, alkoholizma među ženama kao i broja vanbračne djece. Problem je činio i alkoholizam među tinejdžerima. U nekim siromašnim područjima, nadzor roditelja nad djecom bio je izuzetno slab. Naslijeđe sukoba značajno pridonosi današnjoj stopi samoubojstava u Sjevernoj Irskoj.

## Žrtve
Prema CAIN-u, u periodu od 1969. do 2001. poginule su 3.532 osobe. Od tog broja, 3.489 poginulo je od 1969. do 1998. Prema knjizi Izgubljeni životi, od 1966. do 2006. poginulo je 3.720 osoba, od čega 3.635 od 1969. do 1998. Između 257 i 274 žrtava čine maloljetnici. Oko 2% stanovništva ubijeno je ili povrijeđeno tijekom sukoba.
Prema procjeni iz 2010., 107 000 osoba doživjelo je fizičku povredu tijekom sukoba. Sjevernoirska agencija za statistiku i istraživanje broj žrtava procjenjuje na 500 000. Pod žrtvama se podrazumijevaju i osobe koje su doživjele fizičku povredu, traumu ili gubitak člana obitelji.

### Odgovornost
Otprilike 60% žrtava ubili su pripadnici republikanskih paravojski, 30% pripadnici lojalističkih paravojski i 10% britanske snage sigurnosti.
| Odgovorni                  | Ubijeni |
| -------------------------- | ------- |
| Republikanske paravojske   | 2.058   |
| Lojalističke paravojske    | 1.027   |
| Britanske snage sigurnosti | 363     |
| Nepoznato                  | 79      |
| Irske snage sigurnosti     | 5       |
| Ukupno                     | 3.532   |

Prema Indeksu smrti sukoba u Irskoj Malcolma Suttona:
Ubijeni od strane britanskih sigurnosnih snaga:
- 187 (~51.5%) civila
- 145 (~39.9%) pripadnika republikanskih paravojski
- 18 (~4.9%) pripadnika lojalističkih paravojski
- 13 (~3.5%) pripadnika britanskih sigurnosnih snaga.

Ubijeni od strane republikanaca:
- 1.080 (~52%) tadašnjih ili bivših pripadnika britanskih sigurnosnih snaga
- 723 (~35%) civila
- 187 (~9%) pripadnika republikanskih paravojski
- 57 (~2.7%) pripadnika lojalističkih paravojski
- 11 (~0.5%) pripadnika irskih snaga sigurnosti.

Ubijeni od strane lojalista:
- 878 (~85.4%) civila
- 94 (~9%) pripadnika lojalističkih paravojski
- 41 (~4%) pripadnika republikanskih paravojski
- 14 (~1%) pripadnika britanskih snaga sigurnosti.

### Status
Oko 52% žrtava bili su civili, 32% tadašnji ili bivši pripadnici britanskih sigurnosnih snaga, 11% pripadnici republikanskih i 5% lojalističkih paravojski. Oko 60% civilnih žrtava bili su katolici, 30% protestanti, a ostatak iz drugih zemalja.
Od civilnih žrtava, 48% ubili su pripadnici lojalističkih, a 39% republikanskih paravojski. 10% ubile su britanske snage sigurnosti.
Status određenih žrtava postao je tema rasprave zbog tajnovitosti paravojski. IRA je nekoliko žrtava koje su smatrane civilima proglasila svojim članovima. Jedan pripadnik UDA-e i tri pripadnika UVF-a su u vrijeme smrti bili u vojnom sastavu Ulsterskih obrambenih regimenata. Barem jedna žrtva bila je član Rezervne armije Ujedinjenog Kraljevstva.
| Status                                                  | Poginuli |
| ------------------------------------------------------- | -------- |
| Civili (uključujući civilne političke aktiviste)        | 1.841    |
| Britanske sigurnosne snage (tadašnji ili bivši članovi) | 1.114    |
| Britanska vojska (uključujući UDR, RIR i TA-u)          | 757      |
| Kraljevska policija Ulstera                             | 319      |
| Zatvorske službe Sjeverne Irske                         | 26       |
| Engleska policija                                       | 6        |
| RAF                                                     | 4        |
| Kraljevska mornarica                                    | 2        |
| Irske sigurnosne snage                                  | 11       |
| Irska policija                                          | 9        |
| Irska vojska                                            | 1        |
| Irske zatvorske službe                                  | 1        |
| Pripadnici republikanskih paravojski                    | 396      |
| Pripadnici lojalističkih paravojski                     | 170      |

### Lokacija
Većina ubojstava desila se u Sjevernoj Irskoj, uglavnom u Belfastu. Najviše ubojstava zabilježeno je u zapadnim i sjevernim dijelovima grada. Pod utjecajem sukoba bili su i drugi gradovi u regiji, poput Dublina, Londona i Birminghama. IRA je povremeno pokušavala napasti i britanske ciljeve u kontinentalnoj Europi.
| Lokacija             | Poginuli |
| -------------------- | -------- |
| Belfast              | 1.541    |
| Zapadni Belfast      | 623      |
| Sjeverni Belfast     | 577      |
| Južni Belfast        | 213      |
| Istočni Belfast      | 128      |
| Okrug Armagh         | 477      |
| Okrug Tyrone         | 340      |
| Okrug Down           | 243      |
| Derry                | 227      |
| Okrug Antrim         | 209      |
| Okrug Londonderry    | 123      |
| Okrug Fermanagh      | 112      |
| Republika Irska      | 116      |
| Engleska             | 125      |
| Kontinentalna Europa | 18       |

### Kronologija
| Godina | Poginuli |
| ------ | -------- |
| 2002.  | 20       |
| 2001.  | 16       |
| 2000.  | 19       |
| 1999.  | 8        |
| 1998.  | 55       |
| 1997.  | 22       |
| 1996.  | 18       |
| 1995.  | 9        |
| 1994.  | 64       |
| 1993.  | 88       |
| 1992.  | 88       |
| 1991.  | 97       |
| 1990.  | 81       |
| 1989.  | 76       |
| 1988.  | 104      |
| 1987.  | 98       |
| 1986.  | 61       |
| 1985.  | 57       |
| 1984.  | 69       |
| 1983.  | 84       |
| 1982.  | 111      |
| 1981.  | 114      |
| 1980.  | 80       |
| 1979.  | 121      |
| 1978.  | 82       |
| 1977.  | 110      |
| 1976.  | 297      |
| 1975.  | 260      |
| 1974.  | 294      |
| 1973.  | 255      |
| 1972.  | 480      |
| 1971.  | 171      |
| 1970.  | 26       |
| 1969.  | 16       |

### Dodatne statistike
| Incident                               | Broj   |
| -------------------------------------- | ------ |
| Povrede                                | 47.541 |
| Oružani incidenti                      | 36.923 |
| Oružane pljačke                        | 22.539 |
| Ljudi osuđeni zbog veza s paravojskama | 19.605 |
| Uspješni i neuspješni bombaški napadi  | 16.209 |
| Požari                                 | 2.225  |